# 薄壁组织
薄壁组织（parenchyma）是植物中的活营养组织，由薄壁細胞（parenchyma cell）組成，在植物体内其总体积最大。
薄壁組織分布于植物所有器官，例如根部的皮層、葉肉細胞與形成層。外界水分及溶解其中的离子可以自由通过薄壁组织。

## 構成
構成薄壁组织的薄壁细胞是多数植物体内数目最多的细胞，一般来源于基本分生组织。薄壁细胞形态大致为等粗的平均有14个面的多面体（也能分化成星状、枝状以及臂状等）。幼嫩的薄壁细胞几乎没有细胞间隙，之后随着成长才逐渐形成。成熟后的薄壁细胞为具有原生质的活细胞，但细胞壁只是很薄的初生壁（不形成次生壁），并具有大液泡。植物细胞在脱分化之后也可能形成薄壁细胞。

## 形态
细胞膨大，初生壁薄，成多面体状，胞间存在胞间间隙，细胞排列不紧密。

## 分布
在根茎的皮质（薄壁组织也是其一）裡，薄壁组织成环状，外抵皮质结构外皮，内接同为皮质的内皮。而薄壁组织在花、叶肉种子的胚乳和果肉中，也有分佈。

## 生理作用
薄壁细胞形成薄壁组织，由薄壁组织发挥其生理功能，进行有机物的合成、分解、贮藏等重要的生理作用，其中以贮存作用尤為主要。而某些部位的薄壁组织具有潜在分生能力，可进行次级生长，或者创伤的时候发挥作用，甚至可以离体生长出新的植株。
含有叶绿体的薄壁细胞组织被称为叶绿组织 (chlorenchyma)，可进行光合作用，而无叶绿素的蓄水薄壁细胞组织称储水组织 (hydrenchyma)。
薄壁组织的细胞間隙可起到促進氣體交換的作用。

## 分类
根据细胞内所含物质的不同，薄壁细胞可分为结晶细胞、丹宁细胞、乳汁细胞、油脂细胞及黏液细胞等几大类。
如果按薄壁组织按功能劃分，可分为六大类：
1. 基本薄壁组织：分布在根茎等器官的皮层和髓质等处的起填充作用，大小相似，是营养性的生活细胞。
2. 同化薄壁组织（assimilating parenchyma）：含有叶绿体的薄壁组织，最常见的是叶肉细胞。在C3植物中，同化薄壁组织根据排列疏密被称为海绵薄壁组织和栅栏薄壁组织。海绵薄壁组织排列疏松，同时可被看作为通气薄壁组织。而栅栏薄壁组织则排列紧密，位于上表皮下，有利于阳光吸收。
3. 贮存薄壁细胞：位于植物各部位，贮存各种有机无机物质，以供植物生长所用。常见被贮存的后含物有蛋白质、醣，淀粉和酰胺。
4. 贮水薄壁组织：贮存水分的薄壁组织，胞内含有一个大液泡。细胞质和胞核受压至呈薄层状。分布于旱生肉质植物中，如仙人掌，芦荟还有龙舌兰。
5. 通气薄壁组织：典型的例子是C3植物(请参见光合作用)叶肉的海绵薄壁组织和水生植物的根茎通气薄壁组织。在叶肉的海绵组织通常位于叶片下半部，即栅栏薄壁组织底下，而在下表皮之上。气孔在C3植物中又通常分布于叶片下表皮。海绵薄壁细胞排列非常疏松。从下表皮气孔进入到叶片的气体和容易通过海绵组织到达上面栅栏组织，以为其光合作用提供原料--二氧化碳。水生植物的根茎有非常发达的通气组织，上下贯通。空气含量为7.7%-71.3%。叶片光合作用产生的氧气可经由通气组织到达位于水平面下的根茎，同时减轻植物的重量，使植物能漂游于水面。
6. 吸收薄壁组织：起吸收传导溶液作用的薄壁组织，如禾本科植物种子盾片周围的上皮细胞，可吸收胚乳的营养，供种子萌发所用。

此外，还有两种特殊的薄壁细胞：一种是传导细胞，另一是有分泌功能的上皮细胞。但后者属于分泌组织。